# Tysons
Tysons ist ein Ort (CDP) im Fairfax County des US-Bundesstaats Virginia nahe Washington, D.C. Das U.S. Census Bureau hat bei der Volkszählung 2020 eine Einwohnerzahl von 26.374 ermittelt.
Tysons liegt am Interstate 495 (Capital Beltway). Umliegende Ortschaften sind McLean, Pimmit Hills und Vienna.

## Wirtschaft
Tysons ist das wirtschaftliche Zentrum des Fairfax County, sowohl als Büro-Standort, als auch zum Einkaufen – eine sogenannte Edge City. Einige bedeutende Unternehmen haben daher ihren Hauptsitz in Tysons, darunter:
- Alion Science and Technology
- Booz Allen Hamilton
- Capital One
- Freddie Mac

- Gannett
- Hilton Worldwide

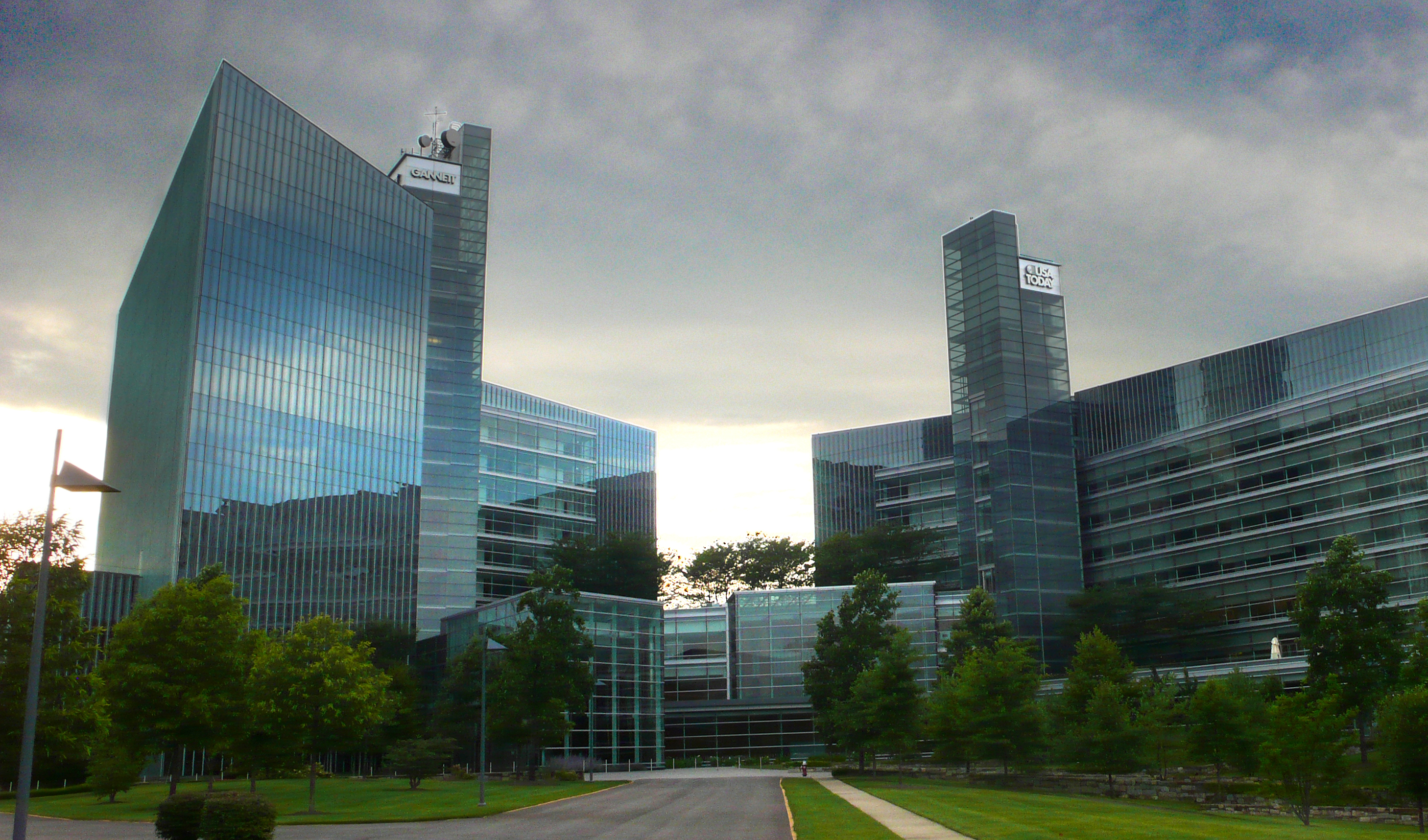
Vorderansicht des USA Today/Gannett Gebäudes in Tysons, Virginia

- Iridium Communications Inc. (Betreiber des Satellitenkommunikationssystems Iridium)
- Science Applications International Corporation
- Sunrise Senior Living